# Primicimex
Primicimex is een geslacht van wantsen uit de familie van de Cimicidae (Bedwantsen). Het geslacht werd voor het eerst wetenschappelijk beschreven door Barber in 1941.

## Soorten
Het genus is monotypisch en bevat alleen de volgende soort:

- Primicimex cavernis Barber, 1941